# 아미노산 신경전달물질

축삭돌기 말단에서의 사건: A 뉴런은 축삭돌기 말단에서 B 뉴런으로 신호를 전달한다. 1. 미토콘드리아, 2. 신경전달물질이 들어있는 시냅스 소포, 3. 자가수용체 4. 신경전달물질이 방출되는 시냅스 틈 5. 신경전달물질에 의해 활성화된 시냅스 이후 수용체(시냅스 이후 전위의 유도) 6. 칼슘 통로 7. 시냅스 소포의 세포외 배출 8. 회수된 신경전달물질

아미노산 신경전달물질(영어: amino acid neurotransmitter)은 시냅스를 통해 신경 메시지를 전달할 수 있는 아미노산이다. 신경전달물질은 세포외 배출이라고 불리는 과정에서 시냅스 이전 뉴런의 축삭돌기 말단에서 분비된다.
아미노산 신경전달물질의 방출(세포외 배출)은 Ca2+ 에 의존적이며 시냅스 이전 뉴런에서 일어나는 반응이다.

## 종류
흥분성 아미노산은(EAA)은 시냅스 이후 세포를 활성화시킨다. 억제성 아미노산(IAA)은 시냅스 이후 세포의 활성을 억제한다.
| 아미노산             | 흥분성 또는 억제성            |
| -------------------- | ----------------------------- |
| 아스파르트산         | 흥분성                        |
| β-알라닌             | 억제성                        |
| 시스테인             | 흥분성                        |
| GABA(사람 성인의 뇌) | 억제성(성인), 흥분성(발달 중) |
| 글리신               | 억제성                        |
| 글루탐산             | 흥분성                        |
| 호모시스테인         | 흥분성                        |
| 타우린               | 억제성                        |

## 같이 보기
- 아미노산의 비단백질 기능
- 모노아민 신경전달물질